# Don Warrington
Don Warrington, geboren als Donald Williams (Trinidad, 23 mei 1951) is een in Trinidad en Tobago geboren Brits acteur.

## Biografie
Warrington werd geboren op het eiland Trinidad waar zijn vader een politiek figuur was. Toen zijn vader in 1958 stierf, ging Warrington samen met zijn moeder naar Newcastle upon Tyne waar hij opgroeide. Het acteren heeft hij geleerd aan het Drama Centre London in Londen. In 2008 werd hij onderscheiden met een benoeming tot Lid in de Orde van het Britse Rijk.
Warrington begon in 1975 met acteren voor televisie in de televisieserie Six Days of Justice, waarna hij nog meerdere rollen speelde in televisieseries en films. Naast het acteren voor televisie is hij ook actief in lokale theaters.

## Filmografie

### Films
Uitgezonderd korte films.
- 2017 You, Me and Him - als Charles
- 2016 King Lear - als King Lear
- 2015 The Ark - als Paul
- 2013 Voodoo Magic - als Lucky
- 2011 The Glass Man - als Anton
- 2010 Going Postal - als priester
- 2010 It's a Wonderful Afterlife - als chief superintendent
- 2007 Comet Impact - als generaal Harris
- 2006 Land of the Blind - als sergeant
- 2004 Fat Slags - als secretaris-generaal
- 2004 London - als Ignatius Sancho
- 2004 The All Star Comedy Show - als diverse karakters
- 2000 Arabian Nights - als Hari Ben Karim
- 1999 Lighthouse - als Ian Goslet
- 1999 Tube Tales - als prediker
- 1999 8 ½ Women - als Simon
- 1998 Babymother - als Luther
- 1996 Hamlet - als Voltimand
- 1990 Camping - als Afrikaans ambassadeur
- 1988 The Lion of Africa - als Henry Piggot
- 1984 Bloodbath at the House of Death - als Stephen Wilson
- 1980 Rising Damp - als Philip Smith
- 1979 The Last Giraffe - als Peter Mwenga

### Televisieseries
Uitgezonderd eenmalige gastrollen.
- 2011-2025 Death in Paradise - als Selwyn Patterson - 92 afl.
- 2020-2022 The World According to Grandpa - als opa - 29 afl.
- 2017 Henry IX - als Gilbert - 3 afl.
- 2016 The Five - als Ray Kenwood - 7 afl.
- 2014 Chasing Shadows - als CS Harley Drayton - 4 afl.
- 2009-2014 Law & Order: UK - als commissaris Eamonn Callaghan - 2 afl.
- 2011 Waking the Dead - als Gideon Barclay - 2 afl.
- 2009-2010 Casualty - als Trevor - 7 afl.
- 2006-2007 New Street Law - als rechter Ken Winyard - 13 afl.
- 2006 Doctor Who- als 'The President of the UK' - 1 afl.
- 2003-2005 The Crouches - als Bailey - 12 afl.
- 2003 Holby City - als Ethan Hope - 4 afl.
- 2002-2003 Manchild - als Patrick - 4 afl.
- 2002 Believe Nothing - als voorzitter - 4 afl.
- 1997 Grange Hill - als mr. Phillips - 8 afl.
- 1993 To Play the King - als Graham Gaunt - 3 afl.
- 1992 Trainer - als DI Raffe - 2 afl.
- 1985-1987 C.A.T.S. Eyes - als Nigel Beaumont - 28 afl.
- 1983-1984 Crown Court - als Charles Benjamin
- 1981 Triangle - als Alan Lansing - 7 afl.
- 1974-1978 Rising Damp - als Philip - 28 afl.
- 1976 The XYY Man - als Jomo Ibbon - 2 afl.

- Biblioteca Nacional de España: XX1577267
- Library of Congress Control Number: no2003116028
- Virtual International Authority File: 87299353